# Andrea Camassei
Andrea Camassei (Bevagna, 1602 – Roma, 18 agosto 1649) è stato un pittore e incisore italiano.

## Biografia

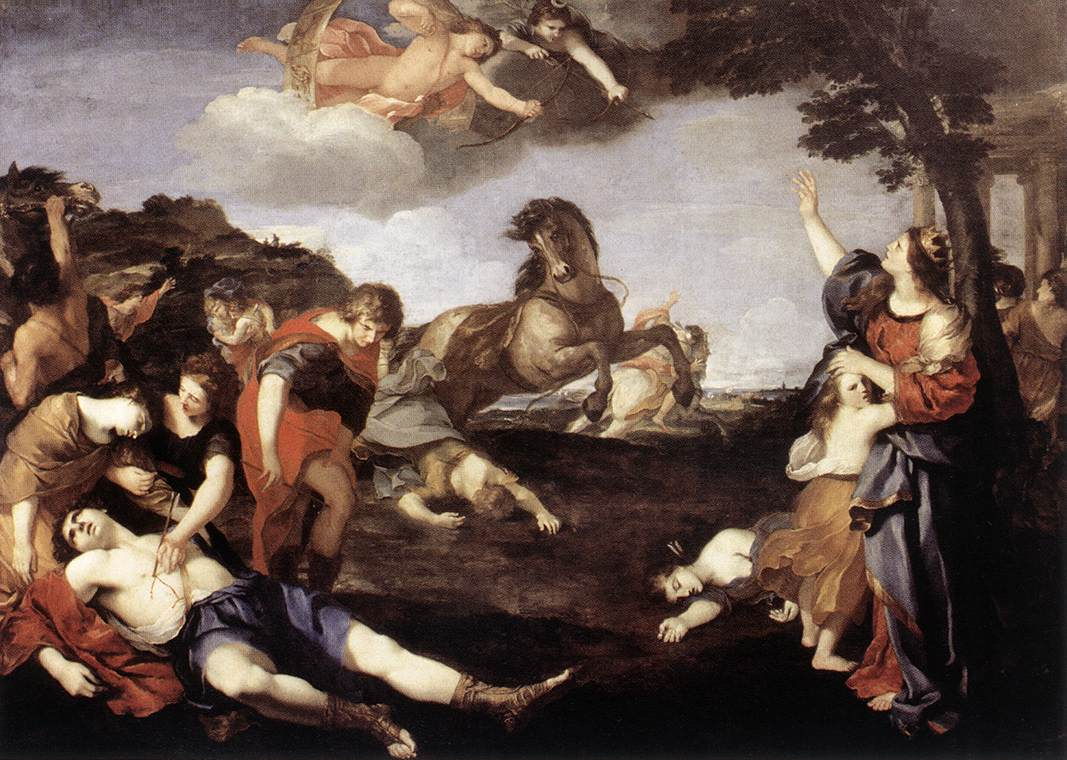
Il massacro delle Niobidi, 1638-1639, Galleria nazionale d'arte antica, Roma

Molti documenti ci tramandano come egli fosse tra gli allievi del Domenichino a Roma, dove si stabilì poco prima del 1626. Nel 1628 lavorò con Andrea Sacchi, sotto la guida di Pietro da Cortona, a Castel Fusano.
Entra ben presto nel novero di pittori che lavoravano per il papa Urbano VIII, vi conquistò un ruolo di primo piano lavorando per le nobili famiglie romane, quali i Barberini, gli Altieri e i Caracciolo.
La maggior parte dei suoi lavori è andata perduta, tra i sopravvissuti fino ai giorni nostri possiamo ammirare: la Caccia di Diana, la Strage di Niobidi esposta alla galleria nazionale in Roma, La natività presente nella galleria Pallavicini sempre nella capitale, una tela raffigurante l'Assunzione della Vergine nella chiesa di Santa Maria Assunta e Visitazione di Cave (Roma), e infine alcuni affreschi nella chiesa di San Michele e Santa Margherita a Bevagna.